# Castello di Calepio
Il castello di Calepio è un castello situato nell'omonima località in Valcalepio, in Provincia di Bergamo.

## Storia
L'origine del castello risale all'anno 1430, come riportato da un'incisione sull'arco d'ingresso. 
Il maniero, inserito nel borgo medievale del paese di Calepio (fuso nel 1927 nel comune di Castelli Calepio, ma tuttora è parrocchia Arcipresbiterale indipendente e centro del Vicariato) tuttora perfettamente conservato, venne edificato al posto di un precedente fortilizio, già attestato al tempo di Berengario del Friuli; distante poche decine di metri in direzione nord-est, la primitiva fortificazione fu distrutta dagli attacchi di Niccolò Piccinino nel 1428 e da successivi scontri nel 1437. I ruderi di questo rimasero visibili fino al XIX secolo, epoca in cui Gabriele Rosa ne diede un'esaustiva descrizione: si trattava di una struttura di dimensioni più ridotte e collocata su un promontorio con burroni che lo cingevano su tre dei quattro lati del perimetro.
Nel contesto dei suddetti scontri, inseriti nelle lotte tra Milano e Venezia, la famiglia Martinengo, proprietaria dell'antica fortezza e di gran parte dei territori della zona, prese le parti della Serenissima Repubblica di Venezia ricevendo, una volta terminate le lotte con la vittoria dei veneziani, sia l'autorizzazione e l'aiuto economico per la ricostruzione del castello, sia l'investitura feudale delle terre della Val Calepio, assumendo quindi il nome di Conti di Calepio.
Il capostipite del ramo calepino della famiglia fu il conte Trussardo, che diede il via ai lavori del maniero. Inizialmente la struttura fu impostata unicamente per scopi difensivi per trasformarsi poi, con continue aggiunte e modifiche apportate nei secoli, in dimora signorile. Gli interventi maggiori vennero eseguiti tra il XVII ed il XVIII secolo che, cominciati dal conte Orazio da Calepio, videro l'aggiunta di numerose stanze e giardini.
Nel 1842, in seguito alla morte dell'ultimo discendente del casato, l'intera struttura venne donata all'Ente Ospizio Calepio che si prendeva cura delle ragazze dei paesi del circondario appartenenti ai ceti meno abbienti.
Questo ente in seguito, mutate le condizioni sociali ed economiche degli abitanti a partire dalla seconda metà del XX secolo, abbandonò la sua missione originale per occuparsi della valorizzazione del castello, promuovendo interventi di recupero ed iniziative culturali, tra cui quella dedicata ad Ambrogio Calepio (figlio del fondatore Trussardo I), inventore del primo dizionario latino (detto Calepino).

## Struttura

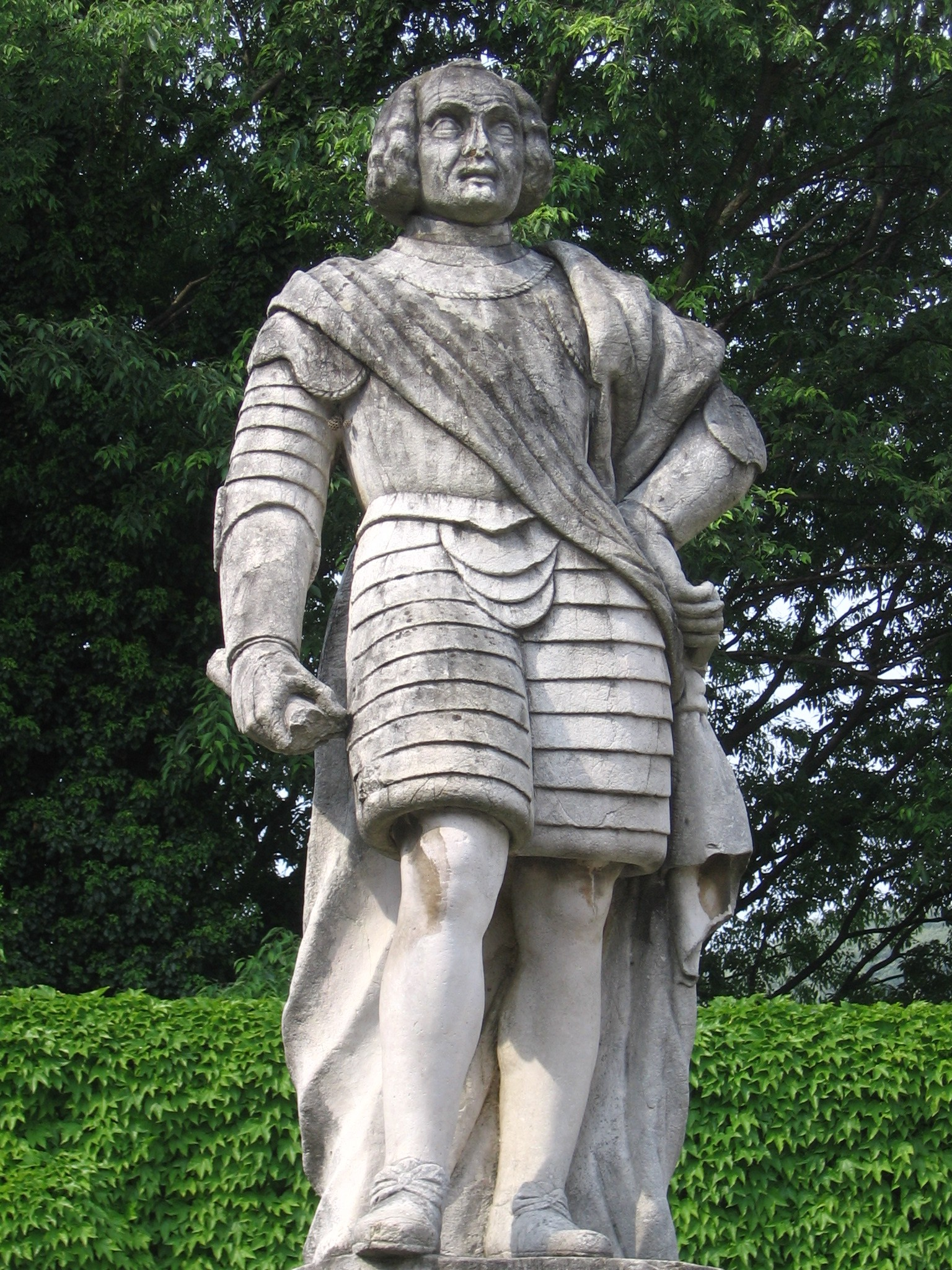
Statua di Trussardo I da Calepio

Il maniero è posto in ottima posizione panoramica sulla valle del fiume Oglio, la quale forma una scarpata che delimita il lato sud della struttura. La parte ovest è anch'essa difesa naturalmente da Cimavalle, mentre gli altri due lati, Nord ed Est, sono invece protetti da un profondo fossato.
Tutto il perimetro è delimitato da una cinta muraria costituita da pietre di piccole dimensioni con una merlatura guelfa, più tardi sostituita o integrata con una a coda di rondine quando il maniero divenne residenza signorile.
Il lato a nord possiede alle due estremità altrettante torri: una di piccole dimensioni ed un'altra a base quadrata, probabilmente già esistente prima della costruzione del castello e successivamente integrata in esso, che è posta a fianco dell'ingresso, a cui si accedeva tramite un ponte levatoio.
A fianco di quest'ultima se ne trova un'altra, anch'essa antecedente al 1430 ed inizialmente esterna al castello. Parzialmente distrutta dagli scontri della prima metà del XV secolo, a partire dal 1433 venne utilizzata come cappella dedicata a San Maurizio ed integrata al resto della struttura durante gli interventi strutturali attuati nella prima metà del XVII secolo.
Questi riguardarono anche l'ampliamento delle mura e l'aggiunta di una nuova ala posta a nord-est a scopo residenziale, nella quale si trovano sia camere con decorazioni ed affreschi di Luigi Deleidi (detto il Nebbia) e tappezzerie francesi, sia un porticato a colonne.
Altri importanti interventi interessarono la zona a Sud-Est che venne dotata di contrafforti nell'area perimetrale, al fine di dotarla di due grandi giardini all'italiana, ed una nuova cappella dedicata all'Angelo Custode e a san Celestino Martire. Quest'ultima, ricavata da uno spazio tra il ponte levatoio ed il portone, venne costruita tra il 1693 ed il 1695 ed al proprio interno vi venne collocato il corpo del santo, da poco scoperto nelle catacombe romane e precedentemente custodito in modo provvisorio presso il vicino Castello di Trebecco.
Nella struttura si possono ammirare anche decorazioni di alta qualità in stile rococò e neoclassico risalenti rispettivamente al XVIII ed al XIX secolo, tra cui gli stucchi attribuibili a Muzio Camuzio e gli affreschi di Carlo Innocenzo Carloni. Al centro del cortile, sul quale si affaccia un loggiato di fine XV secolo, fa inoltre bella mostra di sé la statua del fondatore Trussardo da Calepio.